# Фёдоров, Валерий Васильевич
Валерий Васильевич Фёдоров (род. 3 октября 1947, Арасланово, Кайбицкого р-на, Татарская ССР) — советский и российский физик, специалист в области динамической дифракции нейтронов, электронов и гамма-квантов в монокристаллах.
Заведующий лабораторией рентгеновской и гамма-спектроскопии ПИЯФ НИЦ «Курчатовский институт».
Заведующий кафедрой нейтронной физики Академического физико-технологического университета РАН. Профессор кафедры экспериментальной ядерной физики Санкт-Петербургского государственного политехнического университета. Профессор кафедры ядерно-физических методов исследования СПбГУ. Профессор кафедры нейтронной и синхротронной физики физического факультета Санкт-Петербургского государственного университета. Член Научного совета Роснауки по использованию синхротронного излучения и нейтронов в нанонауках и материаловедении. Член Ученого совета международного Института Лауэ-Ланжевена (Гренобль, Франция)

## Биография
После окончания в 1971 году физического факультета Ленинградского государственного университета по специальности ядерная физика (Тема дипломной работы «Расчет сверхтонкой структуры рентгеновских уровней тяжелых атомов») начал работать стажером-исследователем сектора рентгеновской и гамма-спектроскопии филиала ФТИ им. А. Ф. Иоффе (с октября 1971 г. Ленинградский институт ядерной физики АН СССР) под руководством Олега Игоревича Сумбаева.
В 1980 году защитил кандидатскую диссертацию по специальности физика атомного ядра и элементарных частиц на тему «Влияние дифракции на электромагнитные процессы в пространственно-периодических средах».
В 1995 году защитил докторскую диссертацию по специальности физика атомного ядра и элементарных частиц на тему «Новые возможности использования внутриатомных и внутрикристаллических полей в физике ядра и элементарных частиц».
С 2000 года возглавил лабораторию рентгеновской и гамма-спектроскопии Отделения нейтронных исследований Петербургского института ядерной физики РАН (с 2010 г. ПИЯФ НИЦ «Курчатовский институт»).
В 2002—2014 годах директор (руководитель) Отделения нейтронных исследований Петербургского института ядерной физики РАН (с 2010 г. ПИЯФ НИЦ «Курчатовский институт»).

## Область научных  интересов
- Динамическая дифракция нейтронов, электронов и гамма-квантов в монокристаллах.
- Нейтронная оптика нецентросимметричных кристаллов.
- Когерентное излучение заряженных частиц в пространственно-периодических средах.
- Кристалл-дифракционная рентгеновская и гамма-спектроскопия.
- Методы использования сильных внутриатомных и внутри-кристаллических полей в физике ядра и элементарных частиц.
- Поиск электрического дипольного момента нейтрона, измерение его электрического заряда и изучение гравитационного взаимодействия кристалл-дифракционными методами.
- Сверхтонкие смещения рентгеновских (и/или электронных конверсионных) линий, возбуждаемых при внутренней конверсии, электронном захвате и др. процессах.

## Участие в научных обществах и советах
- Член Научного совета РосНауки по использованию синхротронного излучения и нейтронов в нанонауках и материаловедении.
- Член Ученого совета международного Института Лауэ-Ланжевена (Гренобль, Франция).

## Книги и учебные пособия
- Фёдоров В.В. Нейтронная физика. Учебное пособие. СПб: Изд-во ПИЯФ, 2004, 334 с.
- Фёдоров В.В., Воронин В.В. Динамическая дифракция и оптика нейтронов в нецентросимметричных кристаллах. Поиск ЭДМ нейтрона: новые возможности. Учебное пособие. СПб.: Изд-во ПИЯФ, 2004, 118 с.
- Фёдоров В.В. Релятивистская механика. Учебное пособие. СПб: Изд-во ПИЯФ, 2004, 56 с.
- Фёдоров В.В. Колебания и волны. Учебное пособие. СПб: Изд-во ПИЯФ, 2004, 132 с.
- Фёдоров В.В.  Электрический дипольный момент нейтрона: новые возможности поиска. В кн. Российская наука: день нынешний и день грядущий. Сборник научно-популярных статей. Под ред. акад. В. П. Скулачева. / В.В.Фёдоров -  М.: Academia. 1999. 416 с., с. 99-109.
- Voronin V.V., Fedorov V.V.  Neutron Diffraction and Optics of a Noncentrosymmetric Crystal. New Feasibility of a Search for Neutron EDM. Frontiers in Condensed Matter Physics Research. NovaScience, NY, 2006, p. 13 – 39.
- Фёдоров В.В. Кристалл-дифракционные методы в физике. В кн. Реактору ВВР-М 50 лет.  Гатчина, 2009,  с. 151 – 207